# 徐亿海
徐亿海（1990年3月2日—），中国足球运动员，司职后卫。

## 职业生涯
徐亿海在2008年从深圳二队提升至深圳一队，同年徐亿海随深圳二队（“香雪上清饮”）参加香港甲组足球联赛。
2009年徐亿海在對北京國安隊客場比賽中上演代表深圳一線隊的首秀，以及他的職業聯賽首秀。
2010賽季，時任深圳紅鉆主帥高歌奇根據其強壯的身體條件，開始刻意培養他改打中鋒。
2011年赛季初集訓后，不入主帥特魯西埃法眼的徐亿海沒有被俱樂部報名參賽。2011年7月，在球员二次转会窗口关闭前大连阿尔滨宣布引进徐亿海。但徐亿海在2011赛季并没有代表大连阿尔滨出场比赛。
2012年，徐亿海和大连阿尔滨队友庄源以及深圳隊前隊友張禹和高健投奔曾在深圳短暫效力的宋黎輝執教的乙级联赛球队青海森科。他在2012赛季中乙联赛射进15球，和范云龙并列射手榜第二位，仅次于射进18球的张洪斌。
2013年，徐亿海继续在青海森科保持着稳定的进球率，并成为队长，但在淘汰赛阶段前受伤。
2014年二次转会期间，徐亿海加盟乙级联赛球队南京钱宝。